# WNBA 파이널
다음은 WNBA 파이널(영어: WNBA Finals)에 대한 주요 정보를 표로 나열한 것이다.
동부 콘퍼런스 우승 팀과 서부 콘퍼런스 우승 팀이 최종 챔피언을 가리기 위해 5전 3승제로 파이널 시리즈가 시작되면, 시즌 승률이 높은 팀이 1,2,5차전의 홈경기로 하고, 낮은 팀이 3,4차전의 홈경기로 한다. 1997년은 단판승부제였고, 1998년부터 2000년까지는 3전 2승제였다가, 2001년부터 2024년까지는 5전 3승제였다가 2025년부터 7전 4승제로 변경되었다. 파이널 MVP는 1997년부터 시상하였고, 초대 MVP는 휴스턴 코메츠의 신시아 쿠퍼이다.

## 내력
| 시즌 | 우승 팀               | 결과    | 준 우승팀             | MVP                   | 소속팀                | 비고       |
| ---- | --------------------- | ------- | --------------------- | --------------------- | --------------------- | ---------- |
| 1997 | 휴스턴 코메츠         | 65대51  | 뉴욕 리버티           | 신시아 쿠퍼           | 휴스턴 코메츠         | 단판승부제 |
| 1998 | 휴스턴 코메츠         | 2승1패  | 피닉스 머큐리         | 신시아 쿠퍼           | 휴스턴 코메츠         | 3전 2승제  |
| 1999 | 휴스턴 코메츠         | 2승1패  | 뉴욕 리버티           | 신시아 쿠퍼           | 휴스턴 코메츠         | 3전 2승제  |
| 2000 | 휴스턴 코메츠         | 2승     | 뉴욕 리버티           | 신시아 쿠퍼           | 휴스턴 코메츠         | 3전 2승제  |
| 2001 | 로스앤젤레스 스파크스 | 2승     | 샬럿 스팅             | 리사 레슬리           | 로스앤젤레스 스파크스 | 3전 2승제  |
| 2002 | 로스앤젤레스 스파크스 | 2승     | 뉴욕 리버티           | 리사 레슬리           | 로스앤젤레스 스파크스 | 3전 2승제  |
| 2003 | 디트로이트 쇼크       | 2승1패  | 로스앤젤레스 스파크스 | 루스 라일리           | 디트로이트 쇼크       | 3전 2승제  |
| 2004 | 시애틀 스톰           | 2승1패  | 코네티컷 선           | 베티 레녹스           | 시애틀 스톰           | 3전 2승제  |
| 2005 | 새크라멘토 모나크스   | 3승1패  | 코네티컷 선           | 욜란다 그리피스       | 새크라멘토 모나크스   | 5전 3승제  |
| 2006 | 디트로이트 쇼크       | 3승2패  | 새크라멘토 모나크스   | 디나 놀런             | 디트로이트 쇼크       | 5전 3승제  |
| 2007 | 피닉스 머큐리         | 3승2패  | 디트로이트 쇼크       | 캐피 폰덱스터         | 피닉스 머큐리         | 5전 3승제  |
| 2008 | 디트로이트 쇼크       | 3승     | 샌안토니오 실버스타스 | 케이티 스미스         | 디트로이트 쇼크       | 5전 3승제  |
| 2009 | 피닉스 머큐리         | 3승2패  | 인디애나 피버         | 다이애나 터라시       | 피닉스 머큐리         | 5전 3승제  |
| 2010 | 시애틀 스톰           | 3승     | 애틀랜타 드림         | 로런 잭슨             | 시애틀 스톰           | 5전 3승제  |
| 2011 | 미네소타 링크스       | 3승     | 애틀랜타 드림         | 세이모네 아우구스투스 | 미네소타 링크스       | 5전 3승제  |
| 2012 | 인디애나 피버         | 3승1패  | 미네소타 링크스       | 타미카 캐칭스         | 인디애나 피버         | 5전 3승제  |
| 2013 | 미네소타 링크스       | 3승     | 애틀랜타 드림         | 마야 무어             | 미네소타 링크스       | 5전 3승제  |
| 2014 | 피닉스 머큐리         | 3승     | 시카고 스카이         | 다이애나 터라시       | 피닉스 머큐리         | 5전 3승제  |
| 2015 | 미네소타 링크스       | 3승 2패 | 인디애나 피버         | 실비아 파울즈         | 미네소타 링크스       | 5전 3승제  |
| 2016 | 로스앤젤레스 스파크스 | 3승 2패 | 미네소타 링크스       | 캔디스 파커           | 로스앤젤레스 스파크스 | 5전 3승제  |
| 2017 | 미네소타 링크스       | 3승 2패 | 로스앤젤레스 스파크스 | 실비아 파울즈         | 미네소타 링크스       | 5전 3승제  |
| 2018 | 시애틀 스톰           | 3승     | 워싱턴 미스틱스       | 브리애나 스튜어트     | 시애틀 스톰           | 5전 3승제  |
| 2019 | 워싱턴 미스틱스       | 3승 2패 | 코네티컷 선           | 엠마 미시먼           | 워싱턴 미스틱스       | 5전 3승제  |
| 2020 | 시애틀 스톰           | 3승     | 라스베이거스 에이시즈 | 브리애나 스튜어트     | 시애틀 스톰           | 5전 3승제  |
| 2021 | 시카고 스카이         | 3승 1패 | 피닉스 머큐리         | 칼리아 카퍼           | 시카고 스카이         | 5전 3승제  |
| 2022 | 라스베이거스 에이시즈 | 3승 1패 | 코네티컷 선           | 첼시 그레이           | 라스베이거스 에이시즈 | 5전 3승제  |
| 2023 | 라스베이거스 에이시즈 | 3승 1패 | 뉴욕 리버티           | 에이자 윌슨           | 라스베이거스 에이시즈 | 5전 3승제  |
| 2024 | 뉴욕 리버티           | 3승 2패 | 미네소타 링크스       | 존쿠엘 존스           | 뉴욕 리버티           | 5전 3승제  |
| 2025 |                       |         |                       |                       |                       | 7전 4승제  |

<참고사항>
- 2001년에는파 4번 시드 샬럿 스팅이 WNBA 파이널에 진출한 가장 낮은 시드 팀이다.
- 2006년은 1위 시드가 WNBA 결승전에 참가하지 않은 첫 번째 해였다. 디트로이트 쇼크와 새크라멘토모나크스는 둘 다 2위 시드였다.
- 피닉스 머큐리의 2007년 5차전 승리는 WNBA 역사상 처음으로 상대 홈 코트에서 경기를 하면서 결승전에서 승리한 것이다.
- 2011년 WNBA 파이널은 두 명의 여성이 처음으로 감독을 맡았다.

## WNBA 파이널 진출 횟수 및 우승 · 준우승 횟수
| 팀                    | 파이널 진출 횟수 | 우승 횟수                    | 준우승 횟수                        |
| --------------------- | ---------------- | ---------------------------- | ---------------------------------- |
| 휴스턴 코메츠         | 4회              | 4회 (1997, 1998, 1999, 2000) | 빈칸                               |
| 댈러스 윙스           | 4회              | 3회 (2003, 2006, 2008)       | 1회 (2007)                         |
| 뉴욕 리버티           | 6회              | 1회 (2024)                   | 5회 (1997, 1999, 2000, 2002, 2023) |
| 피닉스 머큐리         | 5회              | 3회 (2007, 2009, 2014)       | 2회 (1998, 2021)                   |
| 미네소타 링크스       | 7회              | 4회 (2011, 2013, 2015, 2017) | 3회 (2012, 2016, 2024)             |
| 로스앤젤레스 스파크스 | 5회              | 3회 (2001, 2002, 2016)       | 2회 (2003, 2017)                   |
| 애틀랜타 드림         | 3회              | 빈칸                         | 3회 (2010, 2011, 2013)             |
| 인디애나 피버         | 3회              | 1회 (2012)                   | 2회 (2009, 2015)                   |
| 시애틀 스톰           | 4회              | 4회 (2004, 2010, 2018, 2020) | 빈칸                               |
| 새크라멘토 모나크스   | 2회              | 1회 (2005)                   | 1회 (2006)                         |
| 코네티컷 선           | 3회              | 빈칸                         | 4회 (2004, 2005, 2019, 2022)       |
| 샌안토니오 스타스     | 1회              | 빈칸                         | 1회 (2008)                         |
| 샬럿 스팅             | 1회              | 빈칸                         | 1회 (2001)                         |
| 시카고 스카이         | 2회              | 1회 (2021)                   | 1회 (2014)                         |
| 워싱턴 미스틱스       | 2회              | 1회 (2019)                   | 1회 (2018)                         |
| 라스베이거스 에이시즈 | 3회              | 2회 (2022, 2023)             | 1회 (2020)                         |

<참고사항>
- 1997년, 2019년은 동부 콘퍼런스 팀끼리 대결했고, 1998년, 2016년, 2017년, 2020년은 서부 콘퍼런스 팀끼리 대결했으면, 세미 파이널은 1997년에 정규시즌 성적으로 동부, 서부 콘퍼런스 관계없이 4팀이 대결했고, 1998년에 동부, 서부 콘퍼런스 관계없이 1,2위팀(동부 1위-서부 2위, 서부 1위-동부 2위)이 대결했고 이긴팀이 파이널에 진출했다.

## 기록들
- WNBA 역사상 최다 득점 - 엔젤 맥코트리 (38점)
- WNBA 역사상 최다 리바운드 - 실비아 파울스 (20개)
- WNBA 역사상 최다 어시스트 - 수 버드 (16개)
- WNBA 역사상 최다 가로채기 - 크리스틴 헤이니 (5개)
- WNBA 역사상 최다 블록 - 브리트니 그라이너 (8개)
- WNBA 역사상 팀 최다 득점 - 피닉스 머큐리 (120점 vs 인디애나 피버, 2009년 9월 29일)
- WNBA 역사상 팀 최다 리바운드 - 디트로이트 쇼크 (50개 vs 피닉스 머큐리, 2007년 9월 8일)
- WNBA 역사상 팀 최다 어시스트 - 시애틀 스톰 (33개 vs 라스베이거스 에이시즈, 2020년 10월 4일)
- WNBA 역사상 팀 최다 가로채기 - 코네티컷 선 (15개 vs 시애틀 스톰, 2004년 10월 8일)
- WNBA 역사상 팀 최다 블록 - 미네소타 링크스 (11개 vs 애틀랜타 드림, 2011년 10월 2일)
- WNBA 역사상 팀 최다 점수차 - 33점차 (시애틀 스톰 vs 라스베이거스 에이시즈, 2020년 10월 6일)
- WNBA 역사상 팀 최다 관중수 - 22,076명 (2003년 9월 16일, 2007년 9월 16일)

## 같이 보기
- NBA 파이널
- NBA G 리그 파이널
- ABA 파이널